# ФК Арсенал сезона 2003/04.
Сезона 2003/04 била је 106. у историји фудбалског клуба Арсенал. Почела је 1. јула 2003. и завршила се 30. јуна 2004. године, такмичарским утакмицама одиграним између августа и маја. 
Клуб је завршио сезону у Премијер лиги као шампион без иједног пораза – рекордних 26 победа и 12 ремија. Арсенал је лошије прошао у куповима, елиминисан је у полуфиналу ФА купа и Лига купа од Манчестер јунајтеда и Мидлзброа, а у четвртфиналној фази УЕФА Лиге шампиона од Челсија. 
Главно појачање првом тиму био је голман Јенс Леман за 1,5 милион фунти; нападач Хосе Антонио Рејес је касније купљен у зимском прелазном року. Арсенал је задржао своје најбоље играче и успешно преговарао о новим уговорима за капитена Патрика Вијеру и везисту Робера Пиреса. Стабилност тима значила је да се Арсенал сматрао предводником за титулу у Премијер лиги, заједно са Манчестер јунајтедом и Челсијем које је преузео руски милијардер Роман Абрамович.
Снажан почетак сезоне довео је до тога да је Арсенал на првом месту на табели после четири меча. Жреб тима у Манчестер јунајтеду у септембру означио је неугодну епизоду између оба клуба: Фудбалски савез је оптужио и казнио неколико играча Арсенала због учешћа у масовној тучи која се догодила после меча. У новембру, Арсенал је победио Динамо Кијев са једним голом и још импресивније постигао пет против Интера из Милана на Сан Сиру – два резултата који су започели њихову кампању у Лиги шампиона. На прелому године, тим је победио у девет лигашких мечева заредом да би се учврстио на првој позицији. У првој недељи априла елиминисани су из ФА купа и Лиге шампиона, али су до краја месеца обезбедили статус шампиона лиге, ремијем 2-2 против локалног ривала Тотенхем Хотспур.
34 различита играча представљала су клуб у пет такмичења и било је 15 различитих стрелаца. Трећу годину заредом најбољи стрелац Арсенала био је Тијери Анри, који је постигао 39 голова у 51 утакмици. Французу су његови колеге вршњаци доделили признање за играча године по избору ПФА, а фудбалски писци за фудбалера године ФВА. Иако је тим Арсенала био неуспешан у куп такмичењима, многи коментатори су њихову доминацију у лиги сматрали самосталним достигнућем. Добили су надимак "Непобедиви", слично као тим Престон Норт Енд који је остао непоражен у инаугурационој сезони Фудбалске лиге. Клуб је награђен златном репликом трофеја од Премијер лиге по завршетку сезоне и остали су непоражени 49 утакмица, постављајући нови рекорд. У 2012. години, тим Арсенала из сезоне 2003–04 освојио је категорију „Најбољи тим“ у наградама Премијер лиге за 20 сезона.

## Позадина
Арсенал је претходну сезону завршио као другопласирани у Премијер лиги, реконструисан од Манчестер јунајтеда у последњих десет недеља сезоне. Клуб је, међутим, освојио ФА куп, победом од 1:0 против Саутемптона. Такав је био ефикасан почетак Арсеналове кампање 2002–03, менаџер Арсен Венгер је сугерисао да би његов тим могао да остане непоражен у свим такмичењима целе сезоне:
"Није немогуће као што је то некада урадио Милан, али не видим зашто је тако шокантно то рећи. Мислите ли да то не сањају ни Манчестер јунајтед, Ливерпул или Челси ? Они су потпуно исти. Они то једноставно не говоре јер се плаше да изгледају смешно, али нико није смешан у овом послу јер знамо да се све може десити."
Тим је изгубио од Евертона месец дана након Венгеровог проглашења; тинејџер Вејн Руни постигао је победнички гол, чиме је прекинут низ од 30 лигашких утакмица без пораза. До фебруара 2003. Арсенал се померио пет бодова даље од Манчестер јунајтеда на врху првенствене табеле, али повреде кључних играча, међу којима и капитена Патрика Вијере, дестабилисале су тим. Реми у априлу, заједно са поразом од Лидс Јунајтеда код куће, математички су укинули Арсеналове шансе да задржи титулу. Венгер је оповргао мишљења медија да је њихова сезона била промашена и рекао:
"Наравно да желимо да освојимо лигу, али мислим да је најтежа ствар за клуб да буде доследан и ми смо били изузетно доследни. Губимо лигу од тима [Манчестер јунајтед] који сваке године троши 50% више новца – прошле године су купили играча за 30 милиона фунти када су изгубили првенство. Они ће учинити исто следеће године и ми смо чинили чуда само да бисмо се борили са њима."
У последњој сезони, Челси је продат руском милијардеру Роману Абрамовичу за 140 милиона фунти, највеће преузимање у историји британског фудбала у то време. Потпредседник Арсенала Дејвид Деин је, међутим, био незадовољан, и шаљиво је рекао да је Абрамович „паркирао своје руске тенкове на нашем травњаку и испаљује на нас новчанице од 50 фунти“, Речено је да је Абрамович поставио понуда за нападача Арсенала Тјерија Анрија, што је одмах одбијено.
| Извор                     | Место |
| ------------------------- | ----- |
| The Guardian              | 3rd   |
| Guardian Unlimited        | 1st   |
| The Independent           | 3rd   |
| The Independent on Sunday | 5th   |
| The Observer              | 1st   |
| The Sunday Times          | 3rd   |
| Sunday Tribune            | 2nd   |

Трансфери Арсенала током лета били су релативно тихи, с обзиром на финансијска ограничења која су настала са пројектом новог клубског стадиона. Клуб је успео да задржи језгро свог тима, успешно преговарајући о новим уговорима за Вијеру и крилног играча Роберта Пиреса. Немачки голман Јенс Леман био је једини велики додатак у првом тиму; заменио је Дејвида Симена који је прешао у Манчестер Сити. Украјински дефанзивац Олех Лужњи прекинуо је четворогодишњу везу са клубом придруживши се Вулверхемптон Вондерерсима на бесплатном трансферу, док је нападач Грејем Барет прешао у Ковентри Сити. Нападач Френсис Џеферс, који је имао ограничене могућности у првом тиму, придружио се свом бившем клубу Евертону на сезонску позајмицу. Ђовани ван Бронкхорст је прешао у Барселону по сличном уговору, са циљем трајног трансфера на крају сезоне. Неколико младих играча стечено је са академија у иностранству, а то су Гаел Клиши из Кана и Јохан Ђуру, некадашњи Етоал Каруж. У јануару 2004. Арсенал је потписао уговор са шпанским нападачем Хосеом Антониом Рејесом из Севиље, а у априлу је договорио уговор са Фејенордом за крилног играча Робина ван Персија.
Венгер је на почетку сезоне дао приоритет повратку титуле у лиги: „Осећам да нам је веома важно да ово урадимо и знам да је велика глад да то урадимо“, и именовао Њукасл јунајтед и Ливерпул, заједно са Манчестер јунајтедом и Челси, као главни ривал Арсенала за Премијер лигу. Бивши везиста Арсенала Пол Мерсон изјавио је да је његов стари клуб фаворит јер је имао „најбоље играче... Ако сви остану у форми из недеље у недељу, неће бити поражени“. Глен Мур из Индепендента је написао о шансама Арсенала: „Биће ту, али уколико Венгер коначно не стави веру у младост, а људи попут Жеремија Алијадиера, Џермејна Пенанта и Филипа Сендероса му се одужују, можда ће им недостајати дубина да одрже титулу“. Одбрамбени играч Сол Кембел је међутим веровао да је тим "довољно јак за лигу и ФА куп", али је сумњао у њихове шансе да освоје УЕФА Лигу шампиона.
Домаћа линија клуба остала је непромењена у односу на претходну сезону; црвени дрес са белим рукавима, шортсом и чарапама. Нова гостујућа опрема, ретро жути дрес са плавим крагном и шортсевима, заснована је на траци Арсенала која се носила у финалу ФА купа 1979. године.

### Трансфери
| Број | Позиција | Играч              | Трансфер из          | Надокнада         | Датум            | Извор  |
| ---- | -------- | ------------------ | -------------------- | ----------------- | ---------------- | ------ |
|      | DF       | Филип Сендерос     | Сервет               | Неоткривено       | 1. јун 2003.     | [ 33 ] |
| 1    | GK       | Јенс Леман         | ФК Борусија Дортмунд | £1.500.000        | 25. јул 2003.    | [ 34 ] |
|      | DF       | Јоан Ђуру          | Étoile Carouge       | Слободан трансфер | 1. август 2003.  | [ 35 ] |
| 22   | DF       | Гаел Клиши         | Кан                  | £250,000          | 4. август 2003.  | [ 36 ] |
| 57   | MF       | Сеск Фабрегас      | Барселона            | Слободан трансфер | 19. август 2003. | [ 37 ] |
| 9    | FW       | Хосе Антонио Рејес | Севиља               | £10,500,000       | 28. јануар 2004. | [ 38 ] |
|      | FW       | Робин ван Перси    | ФК Фајенорд          | £3,000,000        | 28. април 2004.  | [ 39 ] |

| Број | Позиција | Играч         | Трансферован у    | Надокнада                    | Датум             | Извор  |
| ---- | -------- | ------------- | ----------------- | ---------------------------- | ----------------- | ------ |
|      | FW       | Грејам Барет  | Ковентри Сити     | Слободан трансфер            | 30. мај 2003.     | [ 40 ] |
| 1    | GK       | Дејвид Симан  | Манчестер Сити    | Слободан трансфер            | 4. јун 2003.      | [ 41 ] |
| 22   | DF       | Oleh Luzhnyi  | Вулверхемптон     | Слободан трансфер            | 22. јул 2003      | [ 42 ] |
| 20   | GK       | Гијом Вармуз  | Борусија Дортмунд | Неоткривено                  | 27 July 2003      | [ 43 ] |
| 36   | DF       | Џон Холс      | Стоук Сити        | Неоткривено                  | 6. децембар 2003. | [ 44 ] |
| 29   | DF       | Moritz Volz   | Фулам             | Неоткривено                  | 16. јаунар 2004   | [ 45 ] |
| 53   | MF       | Џером Томас   | Чарлтон атлетик   | £100,000                     | 2. фебруар 2004.  | [ 46 ] |
|      | FW       | Џермејн Браун | Бостон Јунајтед   | Ослобођен, слободан трансфер | 26. фебурар 2004. | [ 47 ] |

| Број | Позиција | Играч             | Позајмљено од | Датум          | Позајмица истекла | Извор  |
| ---- | -------- | ----------------- | ------------- | -------------- | ----------------- | ------ |
|      | DF       | Михал Пападопулос | Бањик Острава | 1. август 2003 | Крај сезоне       | [ 48 ] |

| Број | Позиција | Играч                 | Посуђен на        | Датум              | Позајмица истекла                     | Извор  |
| ---- | -------- | --------------------- | ----------------- | ------------------ | ------------------------------------- | ------ |
|      | DF       | Хуан                  | Милвол            | 1. август 2003.    | 24. септембар 2003.                   | [ 49 ] |
| 31   | DF       | Себастијан Сверд      | Копенхаген        | 3. август 2003.    | 20. децембар 2003.                    | [ 50 ] |
| 29   | DF       | Мориц Фолц            | Фулам             | 7. август 2003.    | Крај сезоне                           | [ 51 ] |
| 26   | DF       | Игорс Степановс       | Beveren           | Почетак сезоне     | 12. јун 2004.                         | [ 52 ] |
| 21   | MF       | Џермејн Пенант        | ФК Лидс           | 20. август 2003.   | 15. мај 2004.                         | [ 53 ] |
| 16   | MF       | Ђовани ван Бронкхорст | Барселона         | 26. август 2003.   | Крај сезоне                           | [ 54 ] |
| 9    | FW       | Франсис Џеферс        | Евертон           | 1. септембар 2003. | Крај сезоне                           | [ 21 ] |
| 36   | DF       | Џон Холс              | Стоук             | 3. октобар 2003.   | 6. децембар 2003.                     | [ 55 ] |
| 31   | DF       | Себастијан Сверд      | Стоук             | 29. децембар 2003. | 10. мај 2004.                         | [ 50 ] |
| 24   | GK       | Рами Шабан            | Вест Хем јунајтед | 16. јануар 2004.   | Седмица која почиње 16. фебруара 2004 | [ 56 ] |

## Предсезона
Да би се припремио за предстојећу сезону, Арсенал је одиграо низ пријатељских утакмица широм Западне Европе. Њихов први меч завршио је поразом против Питерборо Јунајтеда из Друге дивизије; голман Стјуарт Тејлор био је приморан да напусти терен након што се у другом полувремену сударио са замеником Питербороа Лијем Кларком. Арсенал је тада одиграо нерешено против Барнета, где је у тим био укључен Јаја Туре – брат Кола. У интервјуу из 2011. Венгер се присетио да је Јајин учинак био „потпуно просечан у дану“ и приметио да га је нестрпљење спречило да се придружи Арсеналу; Туре је наставио да игра за Барселону пре него што се придружио Манчестер Ситију 2010. Арсенал је кренуо на турнеју у Аустрију, годину дана након што је због проблема са публиком њихов меч у Ајзенштату био прекинут. Венгер је био одсутан због стомачне тегобе, па је помоћник менаџера Пат Рајс преузео Арсенал против СЦ Ритзинга 22. јула 2003.; тим је дошао са два гола мање и ремизирао другу узастопну пријатељску утакмицу.  Рајс је био задовољан Филипом Сендеросом у одбрани и рекао: „И даље има грубих ивица, али ће бити само још бољи радећи са Мартином Кеуном и Солом Кембелом“.
Арсенал је забележио прву победу у предсезони против Аустрије из Беча. Бергкамп је постигао "сјајан индивидуални резултат" тако што је постигао први гол и поставио други за Џеферса. Финална утакмица турнеје била је против Бешикташа, што је захтевало појачано обезбеђење с обзиром на историју између енглеских и турских фудбалских навијача. Бергкамп је једини гол на мечу постигао у другом полувремену. Арсенал у Енглеској два дана касније суочио се са Сент Албанс Ситијем, где је победио резултатом 3–1. Главни тим је затим отпутовао у Шкотску да игра против Селтика 2. августа 2003. Оба гола у нерешеном резултату постигнута су у другом полувремену; меч је обележио повратак Виеире после три месеца паузе са проблемом са коленом. Венгер је касније открио да намерава да искористи предсезону као експеримент за своју одбрану. Удружио се са централним беком Кембелом са Туреом, који је већи део прошле сезоне играо на средини терена. Венгер је био задовољан Туреовим учинком против Селтика и рекао је: „Има квалитет. Он је првобитно био централни дефанзивац и пошто смо у последње време имали неколико чистих голова и играо је добро, мислио сам да ћемо га задржати тамо.“ Арсенал је отпутовао у Белгију на утакмицу против Беверена и примио два гола у последњих пет минута и изједначио резултат 2–2. Арсенал је заокружио своје предсезонске припреме победом против Ренџерса резултатом 3:0 5. августа 2003.
| Питерборо јунајтед | 1—0      | Арсенал |
| ------------------ | -------- | ------- |
| Франсис Грин 29'   | Извештај |         |

| Барнет | 0—0      | Арсенал |
| ------ | -------- | ------- |
|        | Извештај |         |

| Рицинг                    | 2—2      | Арсенал                                     |
| ------------------------- | -------- | ------------------------------------------- |
| Себаста 20' ЕЛ Сеноси 25' | Извештај | Паскал Сиган 60' Фреди Јунгберг 85' (пенал) |

| Аустрија Беч | 0—2      | Арсенал                               |
| ------------ | -------- | ------------------------------------- |
|              | Извештај | Денис Бергкамп 29' Франсис Џеферс 44' |

| Арсенал            | 1—0      | Бешикташ |
| ------------------ | -------- | -------- |
| Денис Бергкамп 48' | Извештај |          |

| Сент Олбанс сити | 1—3      | Арсенал\|                        |
| ---------------- | -------- | -------------------------------- |
| Макдонел 44'     | Извештај | Мориц Фолц 19', 51' Џон Холс 60' |

| Селтик      | 1—1      | Арсенал      |
| ----------- | -------- | ------------ |
| Лијам Милер | Извештај | Нванкво Кану |

| Беверен                      | 2—2      | Арсенал                                |
| ---------------------------- | -------- | -------------------------------------- |
| Каипер 85' Жил Јапи Јапо 88' | Извештај | Ники Николау 55 Квинси Овусу-Абеје 76' |

| Ренџерс | v        | Арсенал                                         |
| ------- | -------- | ----------------------------------------------- |
|         | Извештај | Еду Гаспар 31' Лорен 47' (пенал) Сол Кембел 55' |

## ФА Комјунити шилд
У издању ФА Комјунити Шилду из 2003. године, годишњем енглеском фудбалском мечу, такмичили су се Манчестер јунајтед и Арсенал на стадиону Миленијум у Кардифу 10. августа. Арсенал је учествовао у мечу као резултат њихове победе у ФА купа 2002-03, док је Манчестер јунајтед био шампион лиге. Леман је направио свој први такмичарски старт за Арсенал, а Туре је наставио да буде партнер Кембелу у централној одбрани. Јунајтед је повео у 15. минуту преко Микаела Силвестра, али је Анри убрзо изједначио за Арсенал из слободног ударца. Џеферс је искључен у другом полувремену због избацивања Фила Невила, а без голова у наставку значио је да је исход меча одлучен извођењем једанаестераца. Голман Тим Хауард је спасао ударце Ван Бронкхорста и Пиреса са тачке када је Јунајтед победио са 4–3 на пенале. Венгер је поменуо низак одзив публике у Арсеналу после меча и сугерисао да то значи да је "све мање и мање апетита" за Шилдом. Био је незадовољан лигашком сезоном која је почела следеће суботе: „Волео бих да сам имао још две недеље, посебно за француске играче који су били у Купу конфедерација. Сигурно нисмо били у форми као Манчестер јунајтед и знамо да многи наши играчи стоје иза њих у погледу кондиције.“

## Премијер лига
У сезони 2003–04 у Премијер лиги 20 тимова је одиграло 38 мечева: по два против сваког другог тима, са по једним мечом на стадиону сваког клуба. За сваку победу додељивана су три бода, по реми један бод, а за поразе ниједан. На крају сезоне две најбоље екипе су се квалификовале за групну фазу УЕФА Лиге шампиона; тимови на трећем и четвртом месту морали су да играју квалификације.

### Aвгуст–октобар
Арсенал је угостио Евертон на Хајберију првог викенда сезоне. Кембел је искључен у 25. минуту због професионалног фаула над везистом Евертона Томасом Грејвесеном. Арсенал је, упркос недостатку у мушкој конкуренцији, у 58. минуту постигао два гола више, пре него што је Томасз Радзински касно погодио за гостујући тим. Путовање на стадион Риверсајд на меч са Мидлсброом недељу дана након тога завршило се победом од 4-0; прва три гола, која су постигли Анри, Жилберто Силва и Силвен Вилтор, сви су постигнути у првом полувремену. Три дана касније, Кембел и Анри су постигли гол, пошто је Астон Вила поражена са два гола. Арсенал је наставио свој савршен почетак сезоне победом у гостима против Манчестер ситија 31. августа 2003. Пошто је Кембел суспендован, Мартин Кион је ушао у први тим који ће бити партнер Туреу. Иако је Арсенал први примио – "комичан" аутогол Лорена - и одиграо "најгорих 45 минута које је било ко од њихових навијача могао запамтити" према новинару Мету Дикинсону, Вилтор је изједначио у другом полувремену, пре него што је Фреди Јунгберг искористио Сеаманову грешка да постигне победнички гол. После четири меча, Арсенал је заузео прву позицију, три бода више од Манчестер јунајтеда.
Због међународних утакмица, Арсенал две недеље није одиграо ниједну утакмицу. Након наставка клупског фудбала, код куће су се суочили са новопромовисаним Портсмутом. Нападач Теди Шерингам довео је госте у заслужено вођство, пре него што је Арсеналу досуђен пенал када је Пиресу процењено да је фаулирао Дејан Стефановић у шеснаестерцу. Анри је постигао гол, а иако је њихов учинак приметно побољшан у другом полувремену, утакмица је завршена нерешено. Менаџер Портсмута Хари Реднап пожалио се на одлуку о казни после меча и сматрао да ће Пирес „..добити жути картон [због скакања]“. Сам играч је негирао оптужбе да је преварио судију: „Нисам ронио и нисам преварант. Ја тако не играм.“
Недељу дана касније, Арсенал је отпутовао да се суочи са Манчестер јунајтедом на Олд Трафорду. Венгер је одбацио Пиреса и Вилтора у корист Реја Парлора и Љунгберга; Кембел није отпутовао због породичне жалости. У 80. минуту Виеира је искључен због другог прекршаја са жутим картоном: покушао је да избаци нападача Руд ван Нистелроја, што је видео судија Стив Бенет. При резултату 0–0, Јунајтеду је досуђен пенал у 90. минуту, али је Ван Нистелројев ударац са тачке погодио пречку и вратио се у игру. На последњем звиждуку, Ван Нистелроју се одмах суочило неколико играча Арсенала, што је прерасло у свађу оба тима. Фудбалска асоцијација (ФА) касније је оптужила шесторицу Арсеналових играча (Ешли Кол, Лорен, Киун, Парлоур, Леман и Вијера) за недолично понашање, док је клуб кажњен са 175.000 фунти, што је највећа казна коју ФА икада дао клубу. Лорен је добио суспензију од четири утакмице, док су Виеира и Парлор добили суспензије од једне утакмице.

У свом следећем мечу, Арсенал је победио Њукасл јунајтед са три гола према два; победнички гол је био пенал који је постигао Анри. Виеира се повредио током утакмице; ово је започело период његовог боравка и одласка са стране два месеца. Арсенал се тада суочио са Ливерпулом првог викенда у октобру на Енфилду. У одсуству Виеире, Парлор је био на дужности капитена, док је Кембел заменио Кеуна у одбрани. Алијадијер је био упарен са Анријем у нападу. Арсенал је пао у гол у 11. минути, али је изједначио када је Сами Хипије ненамерно скренуо Едуов ударац главом из слободног ударца Арсенала. Пирес је постигао победнички гол у другом полувремену, чиме је задржао вођство тима на врху првенствене табеле. Дописник Тајмса Оливер Кеј описао је повратак Арсенала као "духовити" и приметио разлику са тимом, у поређењу са претходном сезоном:
"…недавни догађаји су их научили да ставе суштину испред стила. Можда је мање привлачан пуристима, али нема сумње да им је њихов нови груби приступ дао застрашујући изглед. Пре годину дана производили су фудбал сјаја какав се ретко види у овој земљи или другде. Ове сезоне, са таквом течношћу која се показала неухватљивом, брусили су резултате са ефикасношћу која се граничи са тевтонском."
Напета утакмица против Челсија на свом терену решена је грешком у другом полувремену голмана Карла Кудичинија, чиме је Анри донео његов седми првенствени гол у девет мечева. Оба тима су до тог тренутка била изједначена по броју бодова на врху табеле и непоражена. Венгер је после меча приметио да ће им већи тим Челсија добро служити како сезона буде одмицала, али је нагласио да његова мања екипа има стабилност: „Заједно смо годинама и имамо удобност да знамо да смо раније побеђивали. Када смо изазвани, постајемо још уједињенији.“ Арсенал је октобар завршио нерешеним резултатом 1:1 против Чарлтон Атлетика.  После 10 утакмица, Арсенал је освојио 24 бода. Бод освојен у Чарлтону био је довољан да се тим врати на прву позицију коју је заузимао Челси.

### Новембар-децембар
Арсенал је почео новембар одласком на Елланд Роуд да се суочи са Лидс Јунајтедом. Није било промена у тиму из игре Чарлтона; за Лидс, Пенант је почео против свог матичног клуба након што му је Венгер дао дозволу. Победа Арсенала са четири гола према један била је идентична резултату у одговарајућем мечу прошле сезоне. У извештају са меча за News of the World, новинар Мартин Семјуел изабрао је Анрија као играча утакмице и рекао да је Арсенал остао тим који треба победити. Пажња се убрзо окренула дербију северног Лондона, где је Арсенал играо са Тотенхемом 8. новембра 2003. Тотенхем није победио своје ривале од новембра 1999. године, а последња победа на Хајберију стигла је деценију раније. Кану је доведен у почетну поставу као партнер Анрија, пошто је Вилтор искључен због истезања потколенице. Арсенал је примио рани гол након што је Дарен Андертон искористио забуну у одбрани, али су постигли два касна гола у, како је описано као "још једном муцавом" наступу у The Observer. Резултат је ставио Арсенал на четири бода предности на првом месту, иако привремено, пошто је Челси победио Њукасл јунајтед 24 сата касније, смањио њихов заостатак на један бод.
Арсенал није одиграо још једну утакмицу две недеље због међународне фудбалске паузе. На наставку клупског фудбала, играли су против Бирмингем Ситија у гостима. Како су суспензије ступиле на снагу и било је повреда првотимаца, Венгер је био приморан да реконструише свој тим. Клишију је уручен потпуни деби, а Паскал Сајган је направио свој први почетак сезоне, у сарадњи са Кембелом. Љунгберг је отворио гол за Арсенал за четири минута; даљи голови Бергкампа и Пиреса обезбедили су тиму победу у трећем узастопном мечу у новембру. Продуживши низ без пораза од почетка сезоне на 13 лигашких утакмица, Арсенал је поставио нови рекорд Премијер лиге. Фулам их је потом задржао до ремија без голова, који је постао први тим који је одбио Арсеналу да постигне гол у 46 лигашких утакмица на Хајберију. Дописник Гардијана, Дејвид Лејси, сумирао је Арсеналов фудбал тог дана као „снажан у секцији жица, али оскудан на удараљкама“ и приметио да су се вратили на образац постизања савршеног гола, уместо да буду ефикасни. Победа Челсија над Манчестер јунајтедом резултатом 1:0 значила је да се Арсенал спустио на друго место последњег дана новембра.
Још два бода су испуштена у наредном мечу Арсенала на гостовању Лестер Ситију првог викенда децембра. Анри је био одсутан из стартног тима, као и капитен Виеира. Арсенал је повео на сат времена голом Гилберта, али је у надокнади времена изједначено. Оно што је погоршало ствари је отпуштање Кола због напада са две ноге на Бена Тачера; због тога је пропустио наредна три меча тима. Венгер је после тога рекао: „Изгледало је као да је Ешли желео да добије лопту, али то је био превисок убачај са две ноге, био је то црвени картон и морамо то да прихватимо. Гол Бергкампа донео је Арсеналу победу од 1-0 следеће недеље, на свом терену против Блекбурн Роверса. Пораз Челсија дан раније значио је да је победа Арсенала била довољна да се врате на врх, бод више од Манчестер јунајтеда, који је сада био на другом месту.
Арсенал је потом отпутовао на стадион Рибок да би играо са Болтоном 20. децембра 2003. године, када је њихов изазов за титулу поколебао пре осам месеци. Иако су поново освојили само бод, Венгер је веровао да је то био користан: „Под условом да Болтон настави да игра тако, осврнућемо се на овај резултат и осећаћемо се веома срећни. Они су као тим добри као што смо ми играли.“ На боксинг деј, Анри је постигао два гола за Арсенал у победи од 3-0 против Вулверхемптон Вондерерса. Три дана касније, тим је играо са Саутемптоном. Једини гол на мечу постигнут је у првом полувремену: Анријево додавање пронашло је Пиреса, "који је гурнуо лопту испод откривеног Антија Ниемија". Победа је значила да је Арсенал прошао половину сезоне без пораза, а тим је, према Тајмсу, почео да "успоставља ауру непобедивости". Арсенал је календарску годину завршио на другом месту, са 45 бодова из 19 мечева. Заостајали су бод за лидером Манчестер јунајтедом и три испред Челсија.

### Јануар-фебруар
Дана 7. јануара 2004. Арсенал је играо са Евертоном на Гудисон Парку. Венгер је направио гомилу промена: Цајган је опозван у централној одбрани, што је значило да је Туре померен удесно и Лорен је избачена, док је Парлор почео уместо Гилберта у средини терена. Кану је довео Арсенал у вођство у првом полувремену, да би Раџински постигао "заслужено изједначење" за Евертон петнаест минута до краја. Победа Манчестер јунајтеда код Болтона исте ноћи повећала је вођство актуелног шампиона на врху на три бода. Три дана након меча Евертона, Арсенал је угостио Мидлзбро и показао да је Венгер један од најбољих у сезони: „Наставили смо да играмо нашу природну игру и могли смо да постигнемо више“, рекао је он. Победа од 4-1 значила је да се Арсенал вратио на врх лиге, иако по абецедном реду, пошто су њихови бодови, гол-разлика и постигнути голови били идентични онима Манчестер јунајтеда. Недељу дана касније, Арсенал је победио Астон Вилу са два гола према нула; оба гола тима постигао је Анри. Контроверза је била око првог гола Француза, брзо изведеног слободног ударца који је изазвао конфузију међу играчима Виле и изазвао реакцију према судији Марку Халзију, који је сигнализирао да је то дозвољено. После 22 одигране утакмице, Арсенал је био на првом месту, два бода више од Манчестер јунајтеда.

"Неки људи одбијају да цене нови Арсенал. Они и даље верују да је ово страна за коју је Ник Хорнби рекао да је досадна и срећна, прљава и раздражљива и богата и зла.
Истина је да је привилегија гледати нови Арсенал. Они су Прозац за оне који су навикли на прозаику."."

Извештај Рика Броадбента о победи Арсенала против Вулверхемптон Вондерерса у „Тајмсу“, 9. фебруар 2004.
Арсенал је остао непоражен током целог фебруара, победивши у свих пет мечева. У домаћем мечу против Манчестер ситија, Рејес је први пут наступио за клуб, ушао је као замена у другом полувремену. Није имао удела у победничком голу, "крцкавом, лепо суђеном 25-јарди" који је постигао Анри. Арсенал је 7. фебруара 2004. забележио победу у гостима против Вулверхемптона Вондерерса, њиховог 24. лигашког меча, чиме је побољшан клупски рекорд у утакмицама без пораза од почетка сезоне (првобитно је држао тим Џорџа Грејема 1990–91). Венгер је на својој конференцији за новинаре после меча умањио рекорд и рекао о серији без пораза: „Треба вам мало среће и менталних квалитета. Анри је три дана касније постигао лични оријентир против Саутемптона, постигавши 100. и 101. гол у Премијер лиги. Победа је померила Арсенал пет бодова више од врха, иако су одиграли једну утакмицу више од Манчестер јунајтеда. 

На суботњем ручку против Челсија се вратио Анри; био је одсутан у победи Арсенала у петом колу ФА купа против истог противника. Арсенал је дошао до гола после 27 секунди, али је узвратио изједначењем у 15. минуту – Бергкампов "деликатно закривљени пас" пронашао је Вијеру на левој страни и шутирао лопту поред голмана Нила Саливана. Победник је дошао шест минута касније: Саливан је погрешно проценио корнер који је извео Анри, што је омогућило Едуу да шутира у празну мрежу. Водство Арсенала сада је било седам и то је, према Венгеру, представљало "јачу позицију од било које коју су имали прошле сезоне". Туреова транзиција у дефанзивца истакнута је у фудбалском додатку Тајмса:
"У комбинацији са губитком Манчестер јунајтеда од Рио Фердинанда, појављивање Коло Туреа као способног централног полувремена је вероватно представљало замах од десет поена у Премијер лиги. Ако Туре и Кембел остану у форми, Арсенал би требало да буде више него способан да задржи својих седам поена предности, а у Гаелу Клишију, имају обећавајућу замену за Ешлија Кола."
Последњи меч месеца био је против Чарлтона на Хајберију. Арсенал је два пута погодио у размаку од прва четири минута, али се до краја "држао за вођство као нервозни мачићи". После 27 утакмица, тим је заузео прву позицију и сакупио је 67 бодова. Имали су девет бодова више од Челсија и Манчестер јунајтеда.

### Март–мај
Арсенал је пренео своју добру форму у марту; Анри и Пирес постигли су гол у поразу од Блекбурн Роверса. Био је то напоран наступ лидера лиге, који је служио „...подсетнику на стару максиму да шампионате освајају тимови који могу да скупе бодове када не играју добро“. Арсенал је тада играо са Болтон Вондерерсом код куће; Венгер је направио једну промену у односу на претходни меч – Бергкамп је унапред заменио Рејеса. Бурни услови су приморали да утакмица буде одложена за 15 минута, отприлике исто толико времена колико је Пиресу било потребно да постигне први погодак Арсенала  У 24. минуту било је 2–0: центаршут Анрија пронашао је Бергкампа, који је из првог покушаја шутирао поред Јусија Јаскелајнена. Иако се Болтонов учинак побољшао након поготка непосредно пре полувремена, резултат је био девета узастопна победа Арсенала у лиги и задржала их је девет поена предности на врху.
Посета Манчестер јунајтеда 28. марта 2004. представљала је озбиљан тест за Арсенал – то је био први сусрет оба клуба од фијаска на Олд Трафорду. Кола, повређеног у утакмици Лиге шампиона средином недеље против Челсија, заменио је Клиши у стартној постави, док је Бергкамп избачен уместо Рејеса. Анри је довео Арсенал у вођство ударцем из даљине који је прошао поред голмана Роја Керола. За пет минута игре до краја, Луј Саха је избегао одбрану Арсенала и постигао изједначење за Манчестер јунајтед. Арсенал је био близу победника у надокнади времена, само да је Лорен одбранио његов ударац. Жреб није био добар за сер Алекса Фергусона, менаџера Манчестер јунајтеда, који је потом признао шансе свог тима: „Они (Арсенал) ће сада освојити лигу – сигуран сам у то. Играју са великом одлучношћу... веома јак тим, тако да би заиста требало да освоји лигу." Избегавши пораз, Арсенал је поставио нови рекорд лиге свих времена од 30 мечева без пораза од почетка сезоне, који су првобитно држали Лидс и Ливерпул. Остали су на првој позицији крајем марта и били су седам бодова испред Челсија уз осам преосталих мечева.
После два одустајања од купа у размаку од недељу дана, Арсенал се суочио са Ливерпулом на Велики петак на Хајберију. Хипиа је отворио гол за госте после пет минута, а упркос изједначењу Анрија одмах после пола сата, Ливерпул је поново повео пре паузе. Арсенал је одговорио тако што је постигао два гола у минуту; Другим голом Анрија, играч је спречио Дитмара Хамана у средини терена, провукао се кроз дефанзивца Џејмија Карагера и пребацио лопту поред Јержија Дудека. Нападач је завршио хет-трик у 78. минуту, после доброг рада Бергкампа. Менаџер Ливерпула Жерар Улије упоредио је Арсенал са "рањеном животињом" после меча и веровао да је Анри "човек који је направио разлику... он је одредио темпо". Арсенал је одиграо нерешено без голова са Њукасл јунајтедом на празнике у понедељак, а пет дана касније се суочио са Лидс јунајтедом. У ноћи у којој је Анри постигао четири гола, а његов менаџер га је описао као "најбољег нападача на свету", Арсенал се померио на две победе од повратка титуле лиге.
Пошто Челси није могао да прикупи максимум бодова у наредна два меча, Арсенал је пре утакмице у гостима код Тотенхема знао да ће реми гарантовати њихов статус шампиона. Кол се вратио на дерби након што је прекинуо меч Лидса са повредом скочног зглоба. Арсенал је рано повео када је Виеира завршио контранапад. Оштар фудбал донео је и други гол, десет минута пре одмора. Бергкамп је додао лопту до Вијере, који ју је пресекао да би Пирес стао на страну. Тотенхем је узвратио у другом полувремену тако што је постигао два гола – изједначење пеналом – али то није спречило играче Арсенала да славе на последњем звиждуку „пред енклавом Вајт Харт Лејн својих навијача“. Ово је био други пут да је клуб крунисан титулом шампиона лиге на терену својих ривала: први пут 1971. Венгер је похвалио свој тим за њихов успех, рекавши за Би-Би-Си: „Били смо изузетно доследни, нисмо изгубили утакмицу и играли смо модеран фудбал. Забављали смо људе који једноставно воле фудбал.“
У мају су узастопни реми код куће са Бирмингем Ситијем и Портсмутом оставили Арсенал са 84 бода из 36 утакмица. Рејес је постигао једини гол на мечу против Фулама; профитирао је од грешке голмана Едвина ван дер Сара: „Холанђанин је покушао да прође поред Арсенала, али је уместо тога поклонио посед, а са њим и најлакши од отворених голова.“ Арсеналова последња утакмица у сезони лиге била је против Лестер Ситија. Примили су почетни гол, али су преокренули меч у другом полувремену головима Анрија и Вијере. Са 26 победа, 12 ремија и без пораза, тим је постао први од Престон Норт Енда 1888–89 који је прошао лигашку сезону без пораза. Осврћући се на меч и укупну сезону, Ејми Лоренс из Обзервера је написала: „Постигнуће Арсенала можда их не чини 'великим' по свачијем мишљењу – они који величину дефинишу само европским куповима, титулама узастопце и троструким точковима на путу сваком циљу – али сам по себи је запањујући“.

### Утакмице
| Арсенал                                               | 2–1    | Евертон                                             |
| ----------------------------------------------------- | ------ | --------------------------------------------------- |
| Кембел 25’ · Анри 35’ (пен.) · Вијера 41’ · Пирес 58’ | Report | Гравесен 74’ · Руни 78’ · Ли 80’ 87’ · Рађински 84’ |

| Мидлсбро  | 0–4    | Арсенал                                        |
| --------- | ------ | ---------------------------------------------- |
| Купер 25’ | Report | Анри 5’ · Жилберто Силва 13’ · Вилтор 22’, 60’ |

| Арсенал                                                      | 2–0    | Астон Вила                                          |
| ------------------------------------------------------------ | ------ | --------------------------------------------------- |
| Туре 40’ · Кембел 57’ · Вијера 22’ · Бергкамп 80’ · Анри 90’ | Report | Хендри 16’ · Делејни 18’ · Анхел 37’ · Витингам 71’ |

| Манчестер Сити                                                      | 1–2    | Арсенал                                              |
| ------------------------------------------------------------------- | ------ | ---------------------------------------------------- |
| Лорен 10’ (аг.) · Бартон 49’ · Сомејл 56’ · Тарнат 74’ · Тијато 75’ | Report | Кол 34’ · Вилтор 48’ · Лорен 59’ · Јунгберг 72’, 73’ |

| Арсенал                                 | 1–1    | Портсмут                                                |
| --------------------------------------- | ------ | ------------------------------------------------------- |
| Кембел 10’ · Анри 40’ (пен.) · Туре 40’ | Report | Шерингам 26’ · Де Зеув 45’ · Стефановић 48’ · Шемел 65’ |

| Манчестер Јунајтед                                           | 0-0    | Арсенал                              |
| ------------------------------------------------------------ | ------ | ------------------------------------ |
| Кин 22’ · Ван Нистелрој 82’ 90+1' · Роналдо 84’ · Фортун 90’ | Report | Туре 54’ · Кион 61’ · Вијера 79’ 81’ |

| Арсенал                                   | 3–2    | Њукасл Јунајтед             |
| ----------------------------------------- | ------ | --------------------------- |
| Анри 18’, 80’ (пен.) · Жилберто Силва 67’ | Report | Робер 26’, 66’ · Бернар 71’ |

| Ливерпул                          | 1–2    | Арсенал                                             |
| --------------------------------- | ------ | --------------------------------------------------- |
| Кјуел 14’ · Бишћан 67’ · Велш 85’ | Report | Хипије 31’ (аг.) · Кол 34’ · Парлор 37’ · Пирес 68’ |

| Арсенал           | 2–1    | Челси                                     |
| ----------------- | ------ | ----------------------------------------- |
| Еду 5’ · Анри 75’ | Report | Креспо 8’ · Макелеле 11’ · Хаселбајнк 83’ |

| Чарлтон атлетик                  | 1–1    | Арсенал              |
| -------------------------------- | ------ | -------------------- |
| Ди Канио 28’ (пен.) · Паркер 35’ | Report | Лорен 27’ · Анри 39’ |

| Лидс Јунајтед                    | 1–4    | Арсенал                                       |
| -------------------------------- | ------ | --------------------------------------------- |
| Бети 30’ · Олембе 51’ · Смит 64’ | Report | Анри 8’, 33’ · Пирес 16’ · Жилберто Силва 50’ |

| Арсенал                               | 2–1    | Тотенхем хотспер                                          |
| ------------------------------------- | ------ | --------------------------------------------------------- |
| Парлор 10’ · Пирес 69’ · Јунгберг 79’ | Report | Андертон 5’ 20’ · Кончески 14’ · Ричардс 20’ · Тарико 27’ |

| Бирмингем Сити | 0–3    | Арсенал                                                     |
| -------------- | ------ | ----------------------------------------------------------- |
| Сисе 7’        | Report | Јунгберг 4’ · Туре 14’ · Еду 78’ · Бергкамп 80’ · Пирес 88’ |

| Арсенал | 0–0    | Фулам         |
| ------- | ------ | ------------- |
| Еду 90’ | Report | Легвински 57’ |

| Лестер Сити                | 1–1    | Арсенал                                  |
| -------------------------- | ------ | ---------------------------------------- |
| Фердинанд 50’ · Хигнет 90’ | Report | Леман 57’ · Жилберто Силва 60’ · Кол 73’ |

| Арсенал                                        | 1–0    | Блекберн роверси                                 |
| ---------------------------------------------- | ------ | ------------------------------------------------ |
| Бергкамп 11’ · Жилберто Силва 29’ · Сајган 67’ | Report | Грешко 6’ · Фергусон\| 13’ · Бабел 42’ · Тод 77’ |

| Болтон вондерерси                    | 1–1    | Арсенал                           |
| ------------------------------------ | ------ | --------------------------------- |
| Кампо 52’ · Нолан 58’ · Педерсен 83’ | Report | Вијера 54’ · Пирес 57’ · Анри 64’ |

| Арсенал                                                        | 3–0    | Вулверхемптон вондерерси                                 |
| -------------------------------------------------------------- | ------ | -------------------------------------------------------- |
| Крадок 13’ (аг.) · Анри 20’, 89’ · Алијадијер 73’ · Вијера 75’ | Report | Батлер 12’ · Реј 28’ · Ince 66’ · Нејлор 79’ · Лужњи 80’ |

| Саутемптон | 0–1    | Арсенал   |
| ---------- | ------ | --------- |
| Макен 87’  | Report | Пирес 35’ |

| Евертон      | 1–1    | Арсенал                                          |
| ------------ | ------ | ------------------------------------------------ |
| Рађински 75’ | Report | Парлор 22’ · Кану 29’ · Лорен 45’ · Јунгберг 54’ |

| Арсенал                                                                           | 4–1    | Мидлсбро                          |
| --------------------------------------------------------------------------------- | ------ | --------------------------------- |
| Жилберто Силва 20’ · Анри 38’ (пен.) · Кедру 45’ (аг.) · Пирес 57’ · Јунгберг 68’ | Report | Доривал 30’ · Макароне 86’ (пен.) |

| Астон Вила                                          | 0–2    | Арсенал                           |
| --------------------------------------------------- | ------ | --------------------------------- |
| Делејни 29’ · Мелберг 34’ · Витингам 45’ · Бери 59’ | Report | Анри 29’, 53’ (пен.) · Вијера 55’ |

| Арсенал                                                 | 2–1    | Манчестер Сити                             |
| ------------------------------------------------------- | ------ | ------------------------------------------ |
| Тарнат 39’ (аг.), 37’ · Парлор 63’ · Анри 83’ · Кол 90’ | Report | Бартон 60’ · Синклер 84’ · Анелка 89’, 90’ |

| Вулверхемптон вондерерси               | 1–3    | Арсенал                                |
| -------------------------------------- | ------ | -------------------------------------- |
| Милер 11’ · Ганеа 26’, 26’ · Ирвин 67’ | Report | Бергкамп 9’, 31’ · Анри 58’ · Туре 63’ |

| Арсенал                                 | 2–0    | Саутемптон                          |
| --------------------------------------- | ------ | ----------------------------------- |
| Анри 31’, 90’ · Вијера 38’ · Парлор 63’ | Report | Берд 71’ · Свенсон 90’ · Нијеми 90’ |

| Челси                                                     | 1–2    | Арсенал                                     |
| --------------------------------------------------------- | ------ | ------------------------------------------- |
| Гвидјонсен 1’ 42’ 60’ · Муту 51’ · Тери 67’ · Лампард 67’ | Report | Вијера 15’ · Еду 21’ · Лорен 60’ · Анри 90’ |

| Арсенал            | 2–1    | Чарлтон атлетик |
| ------------------ | ------ | --------------- |
| Пирес 2’ · Анри 4’ | Report | Јенсен 59’      |

| Блекберн роверси | 0–2    | Арсенал                        |
| ---------------- | ------ | ------------------------------ |
| Андресен 54’     | Report | Анри 57’ · Еду 73’ · Пирес 87’ |

| Арсенал                            | 2–1    | Болтон вондерерси                    |
| ---------------------------------- | ------ | ------------------------------------ |
| Пирес 16’ · Бергкамп 24’ · Кол 62’ | Report | Нолан 30’ · Кампо 41’ · Педерсен 85’ |

| Арсенал              | 1–1    | Манчестер јунајтед    |
| -------------------- | ------ | --------------------- |
| Анри 50’ · Клиши 70’ | Report | Скоулс 25’ · Саха 86’ |

| Арсенал                                                           | 4–2    | Ливерпул                        |
| ----------------------------------------------------------------- | ------ | ------------------------------- |
| Кол 29’ · Анри 31’, 50’, 78’ · Пирес 49’ · Вијера 65’ · Лорен 73’ | Report | Хипије 5’ · Овен 42’ · Диуф 83’ |

| Њукасл Јунајтед | 0–0    | Арсенал   |
| --------------- | ------ | --------- |
|                 | Report | Вијера 5’ |

| Арсенал                                   | 5–0    | Лидс Јунајтед |
| ----------------------------------------- | ------ | ------------- |
| Пирес 6’ · Анри 27’, 33’ (пен.), 50’, 67’ | Report |               |

| Тотенхем                           | 2–2    | Арсенал                           |
| ---------------------------------- | ------ | --------------------------------- |
| Реднап 58’, 62’ · Кин 90+4’ (пен.) | Report | Вијера 3’ · Пирес 35’ · Леман 90’ |

| Arsenal | 0–0    | Birmingham City          |
| ------- | ------ | ------------------------ |
|         | Report | Johnson 16’ · Savage 49’ |

| Портсмут   | 1–1    | Арсенал                             |
| ---------- | ------ | ----------------------------------- |
| Јакубу 30’ | Report | Кембел 42’ · Рејес 50’ · Парлор 49’ |

| Фулам      | 0–1    | Арсенал                                       |
| ---------- | ------ | --------------------------------------------- |
| Дејвис 89’ | Report | Рејес 9’ · Vieira 52’ · Анри 69’ · Парлор 84’ |

| Арсенал                      | 2–1    | Лестер Сити             |
| ---------------------------- | ------ | ----------------------- |
| Анри 47’ (пен.) · Вијера 66’ | Report | Диков 26’ · Синклер 47’ |

### Табела лиге
| Поз | Тим                | И  | Д  | Н  | И  | ДГ | ПГ | ГР  | Бод | Квалификације или испадање                                 |
| --- | ------------------ | -- | -- | -- | -- | -- | -- | --- | --- | ---------------------------------------------------------- |
| 1   | Арсенал            | 38 | 26 | 12 | 0  | 73 | 26 | +47 | 90  | Квалификације за групну фазу Лиге шампиона                 |
| 2   | Челси              | 38 | 24 | 7  | 7  | 67 | 30 | +37 | 79  | Квалификације за групну фазу Лиге шампиона                 |
| 3   | Манчестер јунајтед | 38 | 23 | 6  | 9  | 64 | 35 | +29 | 75  | Квалификације за треће коло квалификација за Лигу шампиона |
| 4   | Ливерпул           | 38 | 16 | 12 | 10 | 55 | 37 | +18 | 60  | Квалификације за треће коло квалификација за Лигу шампиона |
| 5   | Њукасл јунајтед    | 38 | 13 | 17 | 8  | 52 | 40 | +12 | 56  | Квалификације за прво коло Купа УЕФА                       |

Извор: Премијер лига
Правила за разврставање: 1) бодови; 2) гол-разлика; 3) број постигнутих голова.
(Ц) Шампион
напомене:
- Пошто се Манчестер јунајтед квалификовао за Лигу шампиона, њихово место у Купу УЕФА као победник ФА купа 2003–04 припало је клубу из прве дивизије Милвол, који је био вицешампион ФА купа.

### Резултати по кругу
| Рунда    | 1 | 2 | 3 | 4 | 5 | 6 | 7 | 8 | 9 | 10 | 11 | 12 | 13 | 14 | 15 | 16 | 17 | 18 | 19 | 20 | 21 | 22 | 23 | 24 | 25 | 26 | 27 | 28 | 29 | 30 | 31 | 32 | 33 | 34 | 35 | 36 | 37 | 38 |
| -------- | - | - | - | - | - | - | - | - | - | -- | -- | -- | -- | -- | -- | -- | -- | -- | -- | -- | -- | -- | -- | -- | -- | -- | -- | -- | -- | -- | -- | -- | -- | -- | -- | -- | -- | -- |
| Терен    | К | Г | К | Г | К | Г | К | Г | К | Г  | Г  | К  | Г  | К  | Г  | К  | Г  | К  | Г  | Г  | К  | Г  | К  | Г  | К  | Г  | К  | Г  | К  | К  | К  | Г  | К  | Г  | К  | Г  | Г  | К  |
| Резултат | П | П | П | П | Н | Н | П | П | П | Н  | П  | П  | П  | Н  | Н  | П  | Н  | П  | П  | Н  | П  | П  | П  | П  | П  | П  | П  | П  | П  | Н  | П  | Н  | П  | Н  | Н  | Н  | П  | П  |
| Позиција | 4 | 1 | 1 | 1 | 1 | 1 | 1 | 1 | 1 | 1  | 2  | 1  | 1  | 2  | 2  | 1  | 1  | 2  | 2  | 2  | 1  | 1  | 1  | 1  | 1  | 1  | 1  | 1  | 1  | 1  | 1  | 1  | 1  | 1  | 1  | 1  | 1  | 1  |

Г = Гост; Д = Домаћин; П = Победа; Н = Нерешено; И = Изгубљено

## ФА Куп
ФА куп је основно куп такмичење енглеског фудбала. Први пут је одржан 1871–72 са само 15 тимова; раст спорта и промене у структури такмичења значиле су да је до 2000. године учествовало више од 600 тимова. Клубови у Премијер лиги улазе у ФА куп у трећем колу и насумично се извлаче из шешира са преосталим клубовима. Ако је утакмица нерешена, она се понавља, обично на терену тима који је био у гостима у првој утакмици. Као и код утакмица лиге, утакмице ФА купа су подложне променама у случају да се утакмице бирају за телевизијско праћење и на то често могу утицати сукоби са другим такмичењима. У случају Арсенала, све осим једне њихове утакмице (четврто коло) су емитоване на телевизији британској публици.
Арсенал је ушао у сезону 2003–04 као носилац пехара. Тим је био непоражен у 14 куп мечева од њиховог пораза од Ливерпула са 2:1 у финалу ФА купа 2001. године, а циљ је био да победи у такмичењу трећу сезону узастопно, нешто што је последњи пут постигао Блекбурн Роверс од 1884. до 1886. Анри је веровао да Арсеналова добра куп форма показује да су "заинтересовани" за такмичење и да се нада да ће се њихов успех наставити. ФА куп није био високо на Венгеровој листи приоритета – „[Премијер лига] и Лига шампиона су важније“, али је појаснио да то никада није значило да Арсенал намерава да занемари такмичење: „Побеђујете шта можете и идете до краја можете." 
Арсенал је извучен против Лидс Јунајтеда у гостима у трећем колу; утакмица је одиграна првог викенда јануара. Венгер је направио шест промена у тиму који је почео у Саутемптону у лиги, укључујући Кола који је заменио Клишија на левом беку након што је одслужио суспензију од три меча. После осам минута, Лидс је кренуо напред када је Леманов гол који је избио гол погодио нападача Марка Видуку и одбио се у мрежу. Арсенал је изједначио преко Анрија, који је из волеја реализовао центаршут Љунгберга са десне стране. Додатни голови Едуа, Пиреса и Туреа нанели су Лидсу трећи узастопни пораз од 4–1 против Арсенала на Еланд Роуду. На домаћем терену са Мидлзброом у четвртом колу, Бергкамп је отворио гол за Арсенал, након добре игре Парлоура. Жозеф-Дезире Жоб је четири минута касније изједначио за гостујући тим, али је Љунгберг повратио предност Арсенала ударцем ван шеснаестерца и постигао други погодак, директно из корнера. Џорџ Боатенг је искључен за госте у 86. минуту због два прекршаја са жутим картоном, а замена Дејвид Бентли додао је четврти гол за Арсенал, пребацујући лопту преко голмана Шварцера у последњем минуту регуларног времена.
У петом колу Арсенал је играо са Челсијем на Хајберију. Пет минута пре краја првог полувремена, нападач Адријан Муту је довео Челси у вођство, ударцем са 20 метара. Рејес, који је заменио Анрија у почетних једанаест за нерешено, изједначио је резултат уз напор из даљине. Победио је голмана Саливана у брзини и постигао свој други гол, што се касније показало као победоносни гол на мечу. У четвртфиналу се Арсенал борио против Портсмута на Фратон Парку 6. марта 2004. Анри је отворио гол у 25. минуту, а даљим головима себе, Љунгберг и Туре обезбедили су тиму пролаз у последњу четворку такмичења. Едуа је похвалио дописник Гардијана Кевин Мекара, који је одушевљен наступом гостију: „Арсенал је поновио филозофију Ајакса док су играчи мењали позиције и стално мењали тачку напада пред хипнотисаним очима противника.
Манчестер јунајтед је био противник Арсенала у полуфиналу, одржаном у Вила Парку 3. априла 2004. Оба тима су се задовољила нерешеним резултатом у лиги претходне недеље, али с обзиром да се радило о пласману у финале, улози су били много већи. Дефанзивац Јунајтеда Гери Невил описао је утакмицу као "најважнију" у сезони за свој тим након што су елиминисани из Лиге шампиона и оценио да су "превише заостали" у Премијер лиги. Венгер је одмарао Анрија, имајући у виду предстојеће гужве у тиму. Иако је Арсенал почео бољи од два тима, везиста Јунајтеда Пол Сколс постигао је једини гол на утакмици који је обезбедио пролазак у финале.
| Лидс јунајтед                   | 1–4    | Арсенал                                                        |
| ------------------------------- | ------ | -------------------------------------------------------------- |
| Видука 8’ · Баке 36’ · Смит 42’ | Report | Анри 26’ · Еду 33’ · Жилберто Силва 84’ · Пирес 87’ · Туре 90’ |

| Арсенал                                       | 4–1    | Мидлсбро                                                         |
| --------------------------------------------- | ------ | ---------------------------------------------------------------- |
| Бергкамп 19’ · Јунгберг 28’, 68’ · Бентли 90’ | Report | Јоб 23’ · Зенден 84’ · Ригот 84’ · Парнаби 56’ · Боатенг 84’ 85’ |

| Арсенал                                                      | 2–1    | Челси                                                       |
| ------------------------------------------------------------ | ------ | ----------------------------------------------------------- |
| Кембел 7’ · Жилберто Силва 34’ · Вијера 45’ · Рејес 56’, 61’ | Report | Мелхиот 16’ · Муту 25’, 40’ · Макелеле 29’ · Хаселбајнк 60’ |

| Портсмут     | 1–5    | Арсенал                                      |
| ------------ | ------ | -------------------------------------------- |
| Шерингам 90’ | Report | Анри 25’, 50’ · Јунгберг 43’, 57’ · Туре 43’ |

| Арсенал                                      | 0–1    | Манчестер јунајтед |
| -------------------------------------------- | ------ | ------------------ |
| Пирес 29’ · Леман 52’ · Туре 78’ · Лорен 80’ | Report | Скоулс 32’, 73’    |

## Лига куп
Куп фудбалске лиге је куп такмичење отворено за клубове из Премијер лиге и Фудбалске лиге. Као и ФА куп игра се на нокаут основи, са изузетком полуфинала, које се води у два меча. Венгеров мандат у Арсеналу довео га је до тога да користи конкуренцију за извођење млађих и мање познатих играча, због чега су он и Фергусон првобитно били критиковани 1997. Док је Фергусон у то време сматрао да је то била нежељена дистракција, Венгер је рекао: „Ако конкуренција жели да преживи, мора да понуди подстицај европском месту. Победници Лига купа у сезони 2003–04 добијају улазак у Куп УЕФА, осим ако се квалификовали за УЕФА Лигу шампиона преко своје позиције у лиги. Утакмице Лига купа су подложне променама у случају избора утакмица за телевизијско извештавање, лошег времена и потенцијалних сукоба у такмичењу. Сва кола до финала играју се средином недеље.
Арсенал је ушао у Лига куп у трећем колу и на свом терену је извучен са Ротерам Јунајтедом. Венгер је дао везисти Сеску Фабрегасу његов деби са 16 година и 177 дана; од 2016. је и даље најмлађи играч који је играо за клуб. Арсенал је повео од 11. минута голом Алијадиера, али је касно примио изједначење и изнудио продужетке. Голман Ротерхема Мајк Полит је искључен због држања лопте ван свог шеснаестерца; његова замена Гери Монтгомери одбио је Вилтора да постигне погодак. Пошто није било даљих голова, меч је одлучен пеналима које је Арсенал добио резултатом 9–8 у распуцавању. Други противници из дивизије Вулверхемптон Вондерерси поражени су од Арсенала са 5–1 у четвртом колу; Вијера, одсутан због повреде у септембру и октобру, вратио се у свој први тим и одиграо цео меч.У петом колу, Арсенал је отпутовао у Хоторнсе да би играо са Вест Бромвич Албионом. Венгер је додао искуство са стране како би употпунио младе, са Парлоуром, Едуом, Кануом и Кеовном. Арсенал је повео у 25. минуту преко Кануа. Лоренин центаршут са десне стране је скренуо у правцу нападача. Његов ударац главом је одбранио голман Расел Холт, који није успео да одбије Кануу да одбијену лопту шутира у мрежу. Алијадијер је постигао други гол Арсенала на мечу након што је Хоулт лоше избио.
Арсенал је напустио такмичење у полуфиналу против Мидлзброа. На Хајберију, поставци за прву утакмицу, Јунињо је постигао једини гол у нерешеном резултату. Арсеналов задатак да напредује отежан је након што је Ковун искључен у реваншу, а Будевајн Зенден је удвостручио укупан резултат Мидлзброа. Иако је Еду вечерас изједначио Арсенал, Рејесов аутогол је донео победу Мидлзброу. Венгер је оценио резултат: „Мислим да нисмо заслужили да изгубимо; чак и када смо имали 10 људи, водили смо утакмицу.
| Арсенал                                                                                        | 1–1 (п. с. н.) | Ротерам јунајтед                                                                                        |
| ---------------------------------------------------------------------------------------------- | -------------- | --- |
| Алијадијер 11’, 97’                                                                            | Report         | Свејлс 20’ · Сеџвик 56’ · Баркер 86’ · Бајфилд 90’ · Полит 101’                                         |
| Пенали                                                                                         |                | |
| Вилтор · Еду · Алијадијер · Сиган · Овусу-Абеје · Кану · Смит · Spicer · Клиши · Стек · Вилтор | 9–8            | Свејлс · Макинтош · Малин · Боде · Бајфилд · Херст · Ворн · Ш. Баркер · Р. Баркер · Монтгомери · Свејлс |

| Арсенал                                                                                 | 5–1    | Вулверхемптон вондерерси            |
| --------------------------------------------------------------------------------------- | ------ | ----------------------------------- |
| Алијадијер 24’, 71’ · Симек 35’ · Тавларидис 54’ · Кану 68’ · Вилтор 79’ · Фабрегас 88’ | Report | Блејк 54’ · Гудјонсон 72’ · Реј 81’ |

| Вест Бромич албион | 0–2    | Arsenal                                    |
| ------------------ | ------ | ------------------------------------------ |
|                    | Report | Кану 25’ · Тавларидис 34’ · Алијадијер 57’ |

| Арсенал | 0–1    | Мидлсбро                               |
| ------- | ------ | -------------------------------------- |
|         | Report | Жунињо 14’, 53’ · Кедру 64’ · Милс 71’ |

| Мидлсбро                                 | 2–1    | Арсенал                         |
| ---------------------------------------- | ------ | ------------------------------- |
| Кедру 60’ · Зенден 69’ · Рејес 85’ (аг.) | Report | Кион 45’ · Бентли 73’ · Еду 77’ |

## Лига шампиона
УЕФА Лига шампиона је континентално клупско фудбалско такмичење које организује УЕФА . Основано 1950-их као клупски куп европских шампиона, такмичење је било отворено за клубове шампиона из сваке земље и организовано је као турнир у директном нокауту. Раст телевизијских права довео је до ребрендирања формата 1990-их како би укључио групну фазу и омогућио више учесника. Арсенал се квалификовао за сваку сезону Лиге шампиона од 1998–99, али клуб никада није напредовао даље од четвртфиналне фазе. Уочи нове кампање, Венгер је оценио да његов тим треба да игра на домаћем терену, додајући: „Сада смо довољно зрели и морамо додати оно мало сјаја да бисмо направили разлику“.

### Групна фаза
Арсенал је извучен у Групу Б, заједно са италијанским Интером из Милана, Локомотивом из Москве и украјинским Динамом из Кијева. Венгер је веровао да су путовања у источну Европу угрозила шансе његовог тима да освоји Премијер лигу: „Други енглески тимови имају удобније групе од нас. У Русију је тешко ићи – увек кажем да је тешко ако морате да путујете дуже од два сата. Понекад играчи плаћају високу цену у утакмицама које прате утакмице Лиге шампиона.“Арсенал је своју Лигу шампиона започео поразом од Интера из Милана резултатом 3-0. Голови Хулија Рикарда Круза, Ендија ван дер Мејда и Обафемија Мартинса у првом полувремену продужили су Арсеналов низ од шест утакмица код куће у такмичењу без победе. Венгер је након тога рекао: „Можемо да се жалимо и плачемо целе ноћи, али то неће променити резултат. Једино што можемо да урадимо је да одговоримо.“ Тим, без Кембела и Вијере, зарадио је реми на гостовању Локомотиви из Москве, али је остао на дну групе. Арсенал је изгубио од Динама из Кијева крајем октобра; Венгерова одлука да пређе са своје жељене формације 4–4–2 довела је до тога да тим игра уже него обично. Кол је постигао победнички гол у преокрету на Хајберију. Центрирање Вилтора је набацио Анри у правцу надолазећег Кола, који је скочио и главом бацио лопту поред голмана Олександра Шовковског.
Тим је постигао четири гола у другом полувремену против Интера из Милана и победио резултатом 5–1. Венгер је сматрао да је резултат показао да постоји "...посебна ментална снага у тиму", док је Кол упоредио то са победом Енглеске против Немачке 2001. али је додао да је "ово било још боље". Арсенал је победио Локомотиву из Москве резултатом 2-0 и водио је у групи Б. Искључење Џејкоба Лекета у осмом минуту значило је да су гости одиграли остатак меча са десет играча. 
| Поз | Тим               | И | Д | Н | И | ДГ | ПГ | ГР | Бод | Квалификације или испадање |
| --- | ----------------- | - | - | - | - | -- | -- | -- | --- | -------------------------- |
| 1   | Арсенал           | 6 | 3 | 1 | 2 | 9  | 6  | +3 | 10  | Напред у нокаут фазу       |
| 2   | Локомотива Москва | 6 | 2 | 2 | 2 | 7  | 7  | 0  | 8   | Напред у нокаут фазу       |
| 3   | Интер             | 6 | 2 | 2 | 2 | 8  | 11 | −3 | 8   | Пребачај у Куп УЕФА        |
| 4   | Динамо Кијев      | 6 | 2 | 1 | 3 | 8  | 8  | 0  | 7   |                            |

| Динамо Кијев               | 2–1    | Арсенал  |
| -------------------------- | ------ | -------- |
| Шацких 27’ · Бјалкевич 64’ | Report | Анри 80’ |

| Арсенал                        | 1–0    | Динамо Кијев |
| ------------------------------ | ------ | ------------ |
| Силва 27’ · Туре 74’ · Кол 88’ | Report | Леко 37’     |

| Интер Милан | 1–5    | Арсенал                                                        |
| ----------- | ------ | -------------------------------------------------------------- |
| Вијери 33’  | Report | Анри 25’, 85’ · Сиган 61’ · Јунгберг 49’ · Еду 88’ · Пирес 89’ |

| Арсенал                               | 2–0    | Локомотива Москва        |
| ------------------------------------- | ------ | ------------------------ |
| Пирес 12’ · Вијера 14’ · Јунгберг 67’ | Report | Евсејев 38’ · Лекгето 8’ |

### Нокаут фаза

#### Осмина финала
Арсенал је био упарен против Селте Виго у последњој етапи, а прва утакмица је одржана на Балаидосу. Иако су примили два гола из сет-ова, Арсенал је постигао три гола за победу у утакмици која је тим довела у повољан положај с обзиром на правило голова у гостима. Њихов пролаз је обезбеђен победом од 2-0 10. марта 2004; Анри је постигао оба гола за тим.
| Селта Виго                               | 2–3    | Арсенал                                  |
| ---------------------------------------- | ------ | ---------------------------------------- |
| Еду 27’ · Силвињо 45’ · Хосе Игнасио 64’ | Report | Еду 18’, 58’, 87’ · Пирес 80’ · Анри 88’ |

| Арсенал       | 2–0    | Селта Виго      |
| ------------- | ------ | --------------- |
| Анри 14’, 34’ | Report | Касерес 36’ 74’ |

#### Четвртфинала
У четвртфиналу, Арсенал се састао са енглеским клубом Челсијем. Жреб је разочарао потпредседника Деина: „Једна од радости играња у Европи је играње тимова из иностранства – а након што је играо са Челсијем три пута, то је помало антиклимактично“. Прва утакмица, одиграна на Стамфорд Бриџу, завршена је нерешеним резултатом, а Гуђјонсен и Пирес су постигли голове за своје клубове. Арсенал није могао да искористи искључење Марсела Десаија у другом полувремену, али је Венгер сматрао да је његов тим у доброј позицији да напредује: „Наш главни циљ ће бити да победимо у утакмици на Хајберију и знамо да то можемо."
Анри, одморан за полуфинални меч ФА купа, почео је заједно са Рејесом у реваншу. Управо је потоњи нападач довео Арсенал у вођство у надокнади првог полувремена, али је Френк Лампард изједначио за Челси у 51. минуту. За три минута до краја меча, дефанзивац Вејн Бриџ постигао је гол и елиминисао Арсенал из такмичења.
| Челси                                          | 1–1    | Арсенал   |
| ---------------------------------------------- | ------ | --------- |
| Гвидјонсен 53’ · Макелеле 65’ · Десаји 80’ 83’ | Report | Пирес 59’ |

| Арсенал                 | 1–2    | Челси                                                        |
| ----------------------- | ------ | ------------------------------------------------------------ |
| Лорен 36’ · Рејес 45+1’ | Report | Галас 9’ · Хаселбајнк 15’ · Лампард 51’ · Кол 84’ · Бриџ 87’ |

## Статистика играча
Арсенал је користио укупно 34 играча током сезоне 2003–04 и било је 15 различитих стрелаца. Било је и три члана тима који се нису појавили у првом тиму у кампањи. Тим је играо у формацији 4–4–2 током целе сезоне, са два широка везна играча. Туре је наступио на 55 утакмица – највише од било ког играча Арсенала у кампањи, а Леман је почео у свих 38 лигашких мечева.
Тим је постигао укупно 114 голова у свим такмичењима. Најбољи стрелац био је Анри, са 39 голова, а пратио га је Пирес који је постигао 19 голова. Три Арсеналова гола у сезони 2003–04 (Анри против Манчестер Ситија и Ливерпула, Вијера против Тотенхем Хотспура) ушли су у ужи избор за гол сезоне од стране гледалаца ИТВ -овог Тхе Премиерсхип-а .  Пет играча Арсенала искључено је током сезоне: Џеферс, Вијера, Кембел, Кол и Киун.
Key
| Бр. = Број дреса Поз. = Позиција Нац. = Националност | GK = Голман DF = Одбрамбени MF = Везни FW = Нападач | = Жути картон = Црвени картон |

Numbers in parentheses denote appearances as substitute.
| Бр. | Поз | Нац.      | Име                   | Премијер Лига | Премијер Лига | ФА Куо  | ФА Куо | Лига Куп | Лига Куп | Комјунити Шилд | Комјунити Шилд | Лига Шампиона | Лига Шампиона | Укупно  | Укупно | Казне  | Казне    |
| Бр. | Поз | Нац.      | Име                   | Наступи       | Голови        | Наступи | Голови | Наступи  | Голови   | Наступи        | Голови         | Наступи       | Голови        | Наступи | Голови | Booked | Sent off |
| --- | --- | --------- | --------------------- | ------------- | ------------- | ------- | ------ | -------- | -------- | -------------- | -------------- | ------------- | ------------- | ------- | ------ | ------ | -------- |
| 1   | GK  | НЕМ       | Јенс Леман            | 38            | 0             | 5       | 0      | 0        | 0        | 1              | 0              | 10            | 0             | 54      | 0      | 3      | 0        |
| 3   | DF  | ЕНГ       | Ешли Кол              | 32            | 0             | 4       | 0      | 1        | 0        | 1              | 0              | 9             | 1             | 47      | 1      | 6      | 1        |
| 4   | MF  | FRA       | Патрик Вијера         | 29            | 3             | 5       | 0      | 2        | 0        | 1              | 0              | 6 (1)         | 0             | 43 (1)  | 3      | 13     | 1        |
| 5   | DF  | ЕНГ       | Мартин Кион           | 3 (7)         | 0             | 1       | 0      | 3        | 0        | 0              | 0              | 1             | 0             | 8 (7)   | 0      | 1      | 1        |
| 7   | MF  | FRA       | Роберт Пирес          | 33 (3)        | 14            | 3 (1)   | 1      | 0        | 0        | (1)            | 0              | 10            | 4             | 46 (5)  | 19     | 1      | 0        |
| 8   | MF  | ШВЕ       | Фреди Јунгберг        | 27 (3)        | 4             | 4       | 4      | 0        | 0        | 1              | 0              | 8 (1)         | 2             | 40 (4)  | 10     | 2      | 0        |
| 9   | FW  | ЕНГ       | Франсис Џеферс        | 0             | 0             | 0       | 0      | 0        | 0        | (1)            | 0              | 0             | 0             | (1)     | 0      | 0      | 1        |
| 9   | FW  | ШПА       | Хосе Антонио Рејес    | 7 (6)         | 2             | 2 (1)   | 2      | 1        | 0        | 0              | 0              | 2 (2)         | 1             | 12 (9)  | 5      | 0      | 0        |
| 10  | FW  | ХОЛ       | Денис Бергкамп        | 21 (7)        | 4             | 3       | 1      | 0        | 0        | 1              | 0              | 4 (2)         | 0             | 29 (9)  | 5      | 2      | 0        |
| 11  | FW  | FRA       | Силвен Вилтор         | 8 (4)         | 3             | 0       | 0      | 3        | 1        | (1)            | 0              | 3 (1)         | 0             | 14 (6)  | 4      | 0      | 0        |
| 12  | DF  | CMR       | Лорен                 | 30 (2)        | 0             | 5       | 0      | 1        | 0        | 1              | 0              | 8             | 0             | 45 (2)  | 0      | 7      | 0        |
| 14  | FW  | FRA       | Тијери Анри           | 37            | 30            | 2 (1)   | 3      | 0        | 0        | 1              | 1              | 10            | 5             | 50 (1)  | 39     | 4      | 0        |
| 15  | MF  | ЕНГ       | Реј Парлор            | 16 (9)        | 0             | 2 (1)   | 0      | 3        | 0        | 1              | 0              | 4 (1)         | 0             | 26 (11) | 0      | 8      | 0        |
| 16  | MF  | ХОЛ       | Ђовани ван Бронкхорст | 0             | 0             | 0       | 0      | 0        | 0        | (1)            | 0              | 0             | 0             | (1)     | 0      | 0      | 0        |
| 17  | MF  | БРА       | Еду                   | 13 (17)       | 2             | 4 (1)   | 1      | 4        | 1        | (1)            | 0              | 7 (1)         | 3             | 28 (20) | 7      | 5      | 0        |
| 18  | DF  | FRA       | Паскал Сиган          | 10 (8)        | 0             | 0       | 0      | 3        | 0        | 0              | 0              | 2 (1)         | 0             | 15 (9)  | 0      | 2      | 0        |
| 19  | MF  | БРА       | Жилберто Силва        | 29 (3)        | 4             | 3       | 0      | 1        | 0        | 1              | 0              | 5 (3)         | 0             | 39 (6)  | 4      | 5      | 0        |
| 22  | DF  | FRA       | Гаел Клиши            | 7 (5)         | 0             | 1 (3)   | 0      | 5        | 0        | 0              | 0              | 1             | 0             | 14 (8)  | 0      | 1      | 0        |
| 23  | DF  | ЕНГ       | Сол Кембел            | 35            | 1             | 5       | 0      | 0        | 0        | 1              | 0              | 9             | 0             | 50      | 1      | 3      | 1        |
| 25  | FW  | NGA       | Нванкво Кану          | 3 (7)         | 1             | 1 (2)   | 0      | 4        | 2        | 0              | 0              | 1 (6)         | 0             | 9 (15)  | 3      | 0      | 0        |
| 27  | DF  | ГРЧ       | Статис Тавларидис     | 0             | 0             | 0       | 0      | 3        | 0        | 0              | 0              | 0             | 0             | 3       | 0      | 2      | 0        |
| 28  | DF  | ОБС       | Коло Туре             | 36 (1)        | 1             | 4 (1)   | 2      | 2        | 0        | 1              | 0              | 10            | 0             | 53 (2)  | 3      | 6      | 0        |
| 30  | FW  | FRA · ALG | Жереми Алијадијер     | 3 (7)         | 0             | 1       | 0      | 3        | 0        | 0              | 0              | (1)           | 0             | 7 (8)   | 4      | 2      | 0        |
| 32  | FW  | ЧЕШ · ГРЧ | Михал Пападопулос     | 0             | 0             | 0       | 0      | (1)      | 0        | 0              | 0              | 0             | 0             | (1)     | 0      | 0      | 0        |
| 33  | GK  | ИРС       | Грејам Стек           | 0             | 0             | 0       | 0      | 5        | 0        | 0              | 0              | 0             | 0             | 5       | 0      | 0      | 0        |
| 39  | MF  | ЕНГ       | Дејвид Бентли         | 1             | 0             | (2)     | 1      | 4        | 0        | 0              | 0              | (1)           | 0             | 5 (3)   | 1      | 1      | 0        |
| 45  | DF  | ЕНГ       | Џастин Хојт           | (1)           | 0             | 0       | 0      | 2        | 0        | 0              | 0              | 0             | 0             | 2 (1)   | 0      | 0      | 0        |
| 51  | DF  | САД       | Френк Симек           | 0             | 0             | 0       | 0      | 1        | 0        | 0              | 0              | 0             | 0             | 1       | 0      | 1      | 0        |
| 52  | FW  | ЕНГ       | Џон Спајсер           | 0             | 0             | 0       | 0      | (1)      | 0        | 0              | 0              | 0             | 0             | (1)     | 0      | 0      | 0        |
| 53  | MF  | ЕНГ       | Џером Томас           | 0             | 0             | 0       | 0      | 1 (2)    | 0        | 0              | 0              | 0             | 0             | 1 (2)   | 0      | 0      | 0        |
| 54  | FW  | ГАН · ХОЛ | Квинси Овусу-Абеје    | 0             | 0             | 0       | 0      | 1 (2)    | 0        | 0              | 0              | 0             | 0             | 1 (2)   | 0      | 0      | 0        |
| 55  | MF  | ИСЛ       | Олафур Инги Скуласон  | 0             | 0             | 0       | 0      | (1)      | 0        | 0              | 0              | 0             | 0             | (1)     | 0      | 0      | 0        |
| 56  | FW  | ЕНГ       | Рајан Смит            | 0             | 0             | 0       | 0      | (3)      | 0        | 0              | 0              | 0             | 0             | (3)     | 0      | 0      | 0        |
| 57  | MF  | ESP       | Сеск Фабрегас         | 0             | 0             | 0       | 0      | 2 (1)    | 1        | 0              | 0              | 0             | 0             | 2 (1)   | 1      | 0      | 0        |

Извор:

## Награде
Као признање за достигнућа тима, Венгер је награђен за Менаџер сезоне у Премијер лиги. Портпарол комисије за доделу награда је о одлуци рекао: „Арсен Венгер је веома достојан добитник овог признања и послао је свој тим у књиге историје. Арсенал је играо узбудљив нападачки фудбал током целе сезоне и завршити га без пораза је подвиг који се можда неће поновити још 100 година.“ Анрија су други вршњаци доделили признање играча године по ПФА играчима, а фудбалски писци другу сезону заредом прогласили су фудбалером године ФВА. Био је другопласирани у избору ФИФА за најбољег играча године 2003. и Златне лопте 2003. године.Три играча Арсенала добили су награду за најбољег играча у Премијер лиги – Анри два пута у јануару и априлу 2004., а Бергкамп и Еду поделили су признање у фебруару 2004. након што су судије „осетиле да је прикладно да доделимо заједничку награду“. Венгер је био менаџер месеца Премијер лиге у августу 2003. и фебруару 2004.

## Последице и наслеђе
Дан након меча Лестер Ситија, Арсенал је парадирао трофејем Премијер лиге у аутобусу са отвореним кровом, пред више од 250.000 навијача. Парада победе је почела у Хајберију и завршила се у градској кући Ислингтон. На балкону градске куће, Вијера се обратио публици: „Била је фантастична сезона. Постигли смо нешто невероватно, али то не бисмо могли без навијача.“ У интервјуу за Би-Би-Си, Деин је додао: „Видели смо да се историја прави и био бих изненађен ако се то понови. Била је привилегија гледати Арсенал ове сезоне.“
Постигнуће Арсенала да је кроз лигашку сезону прошао без пораза добило је значајне похвале од оних који се баве фудбалом. Дерек Шо, председник Престона, упутио је своје честитке јер су изједначили рекорд његовог клуба по завршетку првенствене сезоне без пораза, постављен 115 година раније. Бразилац Роберто Карлос упоредио је Арсеналов стил игре са "самба фудбалом", док је Мишел Платини аплаудирао за "велики дух и дух тима". Бивши менаџер Арсенала Џорџ Грејем приписао је успех побољшањима у дефанзиви, пошто су се грешке претходне сезоне показале скупим, а бивши нападач Алан Смит је сматрао да је тим "сигурно најбољи икада виђен".

Британска штампа је једногласно похвалила Арсеналов подвиг када се сезона приближила крају; News of the World означио је тим као "Бесмртнике", док је Сандеј тајмс предњачио са насловом "Арсенал нови непобедиви". У иначе позитивном одразу Арсеналове сезоне, Глен Мур је написао за The idnepedent: „Можда је можда било 

"Без сумње је то што сам целу сезону остао без пораза моје највеће достигнуће. Ако освојите шампионат, осећате да неко други може да уђе и прође боље од вас. Увек ми је био сан да прођем целу сезону без пораза, јер нико више не може да уради да то победи."

–Арсен Венгер, Септембар 2009
истине у изјави Арсена Венгера да је Арсеналов успех био већи тријумф од освајања Лиге шампиона. Арсеналова дуготрајна славља одражавала су размере овог обележја, а ипак, када се одразе на летњу паузу, колико играча ће се сложити са Венгером?".
Након тога, Премијер лига је наручила једнократну златну реплику трофеја; додељено је Арсеналу пре њихове прве домаће утакмице следеће сезоне. Тим је надмашио лигашки рекорд од 42 меча без пораза (који је поставио Нотингем Форест) против Блекбурн Роверса и прошао је још седам мечева без пораза док није изгубио – на гостовању Манчестер јунајтеду у октобру 2004. Иако је Арсенал повратио ФА куп – пеналима против Јунајтеда – завршио је други иза Челсија у лиги. Прелазак на Емирејтс стадион 2006. године поклопио се са прелазном фазом за клуб. Неколико искусних првотимаца је прешло у корист омладине и стил фудбала се више померио ка задржавању лопте.  Арсенал од тада није успео да поврати титулу лиге; они су ипак остали стални део Лиге шампиона под Венгеровим надзором у годинама након тога.
Освајање титуле на Вајт Харт Лејну заузело је треће место на листи Арсеналових најбољих 50 тренутака, а наступ на Сан Сиру био је десети. У 2012. години, тим Арсенала из сезоне 2003–04 освојио је категорију „Најбољи тим“ у наградама Премијер лиге за 20 сезона.